# Московский математический папирус

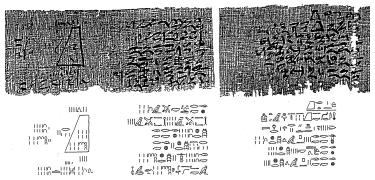
Четырнадцатая задача Московского математического папируса (Struve 1930). Наверху иератический текст, внизу иероглифическая транскрипция. Текст читается справа налево

Московский математический папирус («математический папирус Голенищева») — один из древнейших известных математических текстов. Он написан около 1850 года до н. э., то есть примерно на 300 лет раньше, чем другой знаменитый древнеегипетский математический текст, известный как папирус Ахмеса или папирус Ринда.
Первым владельцем этого папируса был один из основателей русской египтологии Владимир Семёнович Голенищев. Ныне «папирус Голенищева» находится в Музее изобразительных искусств им. А. С. Пушкина в Москве. Основываясь на способе написания курсивного иератического текста, специалисты предполагают, что он принадлежит ко времени правления XII династии (Аменемхетов-Сенусертов) периода Среднего царства Древнего Египта. Возможно, Московский математический папирус был написан при фараоне Сенусерте III или Аменемхете III.

## Описание Московского математического папируса
Длина Московского математического папируса составляет 5,40 м, а его ширина от 4 до 7 см. Весь текст папируса в 1930 году в книге, вышедшей в Берлине на немецком языке, был разбит основателем марксистской школы исследователей Древнего Востока в СССР Василием Васильевичем Струве на 25 задач, к каждой из которых составитель привёл решение. Большинство задач Московского математического папируса посвящены практическим проблемам, связанным с применением геометрии.

### Задача № M10 Московского математического папируса
Задача № 10 Московского математического папируса, связанная с вычислением поверхности корзины с отверстием 4,5, может сводиться к нахождению площади либо поверхности полушария, либо боковой поверхности полуцилиндра, либо площади полукруга. Возможно, это первый известный в истории случай определения площади кривой поверхности, требующий использования числа π, которое египтяне определяли как {\displaystyle \left({\frac {16}{9}}\right)^{2}\approx 3{,}16}, тогда как на всём Древнем Ближнем Востоке оно считалось равным трём. Таким образом, Московский математический папирус свидетельствует о том, что египтяне могли с большей точностью вычислять площади треугольника, трапеции, прямоугольника, круга, а также объёмы пирамиды, призмы, параллелепипеда, цилиндра и усечённой пирамиды.

### Задача № M14 Московского математического папируса
Наибольшее внимание египтологов и математиков привлекает четырнадцатая задача Московского математического папируса. Само её существование указывает на то, что древние египтяне умели находить объёмы не только тетраэдра, но и усечённой пирамиды.

Вычисление усечённой пирамиды. Скажут тебе: вот усечённая пирамида высотой 6, стороной внизу 4, а вверху — 2. Исчисли квадрат 4. Это будет 16. Удвой 4. Это будет 8. Исчисли квадрат 2. Это будет 4. Сложи вместе эти 16, 8 и 4. Это будет 28. Исчисли 1/3 от 6. Это будет 2. Исчисли 28 дважды. Это будет 56. Смотри: это 56. Ты нашёл правильно.
Современное описание условия данной задачи: дана усечённая пирамида с квадратными основаниями, стороны которых a и b равны соответственно 4 и 2 единицы, при высоте h равной 6 единиц. Необходимо найти объём этого тела.

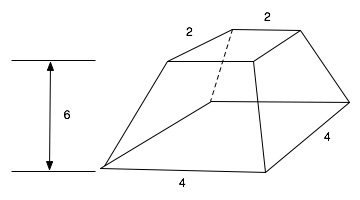

Нам известно, что объём усеченной пирамиды определяется по формуле:
{\displaystyle V={\frac {1}{3}}h(S_{1}+{\sqrt {S_{1}S_{2}}}+S_{2})}, где {\displaystyle S_{1},S_{2}}  — площади оснований.
В случае усечённой пирамиды с квадратными основаниями, она сводится к
{\displaystyle V={\frac {1}{3}}h(a^{2}+ab+b^{2}).}
Путём соответствующих вычислений автор папируса определил, что объём пирамиды составляет:
{\displaystyle V={\frac {1}{3}}\cdot 6\cdot (4^{2}+4\cdot 2+2^{2})=56.}
Способ вывода верной формулы древними египтянами остаётся неизвестным.
Между тем, в Вавилоне для решения этой же задачи применили бы неточную формулу: {\displaystyle V={\frac {1}{2}}h(a^{2}+b^{2}).}

## Комментарии
1. ↑  Все размеры в локтях.
2. ↑  То есть, умножь 4 на 2, сторону нижнего основания пирамиды на сторону верхнего[4].
3. ↑  То есть, умножь 28 на 2, ранее исчисленную сумму на треть высоты пирамиды[4].